# Oktant

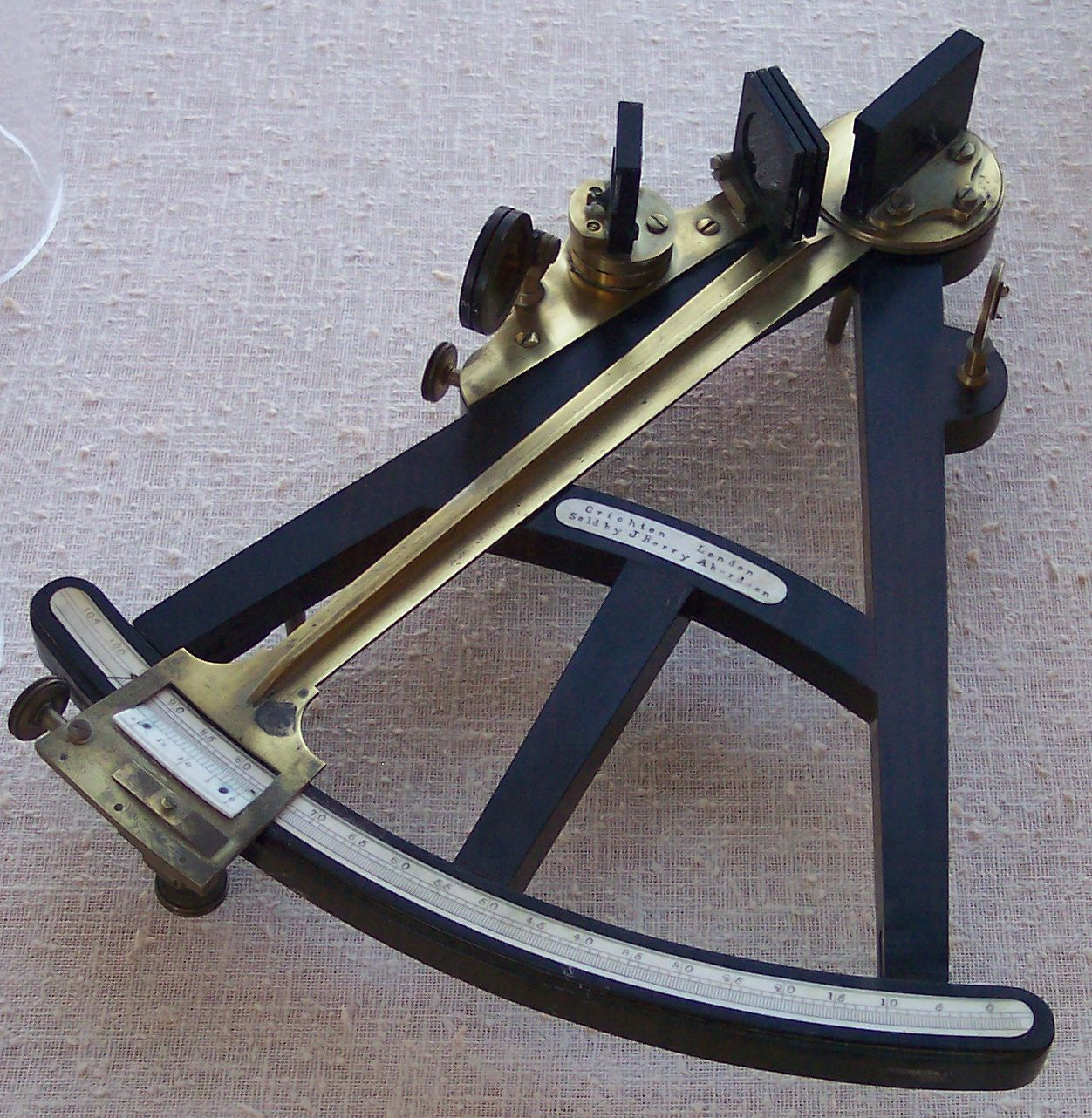
Oktant

Der Oktant (von lateinisch octans ‚der abgeteilte Bogen eines Kreisausschnittes von 45 Grad‘, d. h. der achte Teil [eines Kreises]) ist ein nautisches Gerät zur Messung von Winkeln. Sein Name bezieht sich auf den Umfang der angebrachten Skala von 45° (einem Achtel-Kreis). Der Messumfang beträgt aber wegen der Spiegelung im Strahlengang das Doppelte (nämlich 90°). Entsprechend ist die Skala eingeteilt.

## Geschichte
Der Oktant wurde vom englischen Astronomen und Mathematiker John Hadley zusammen mit seinen Brüdern George (1685–1768) und Henry (* 1687) entwickelt und 1731 der Royal Society in London vorgestellt. Zuerst als Hadley-Quadrant bezeichnet, wurde er zum Vorläufer der moderneren Sextanten. Die ursprünglich rund 50 cm großen Holzinstrumente konnten durch Nutzung von Messing auf ein handlicheres Maß verkleinert werden.
Ebenfalls im Jahr 1731 entwickelte Thomas Godfrey einen Oktanten in den Amerikanischen Kolonien.
Da der Oktant nur Winkel bis zu 90° messen kann – also bei der Längenbestimmung durch die sogenannten Monddistanzen nur eingeschränkt brauchbar war – wurde er im späten 18. und frühen 19. Jahrhundert durch den Sextanten verdrängt.
Historische astronomische Winkelmesser ohne Spiegel aus der Zeit vor dem 18. Jahrhundert, die wegen ihrer Größe keinen Viertelkreis, sondern nur ein Sechstel (60°) oder ein Achtel (45°) eines Kreises umfassten, werden ebenfalls als Sextant oder Oktant bezeichnet.